# 阿格诺河
阿格诺河（英語：Agno River）位于菲律宾吕宋岛。发源于中科迪勒拉山，最终经林加延湾注入南中国海。阿格诺河全长206公里，流域面积为5952平方公里。